# Szlak Chasydzki

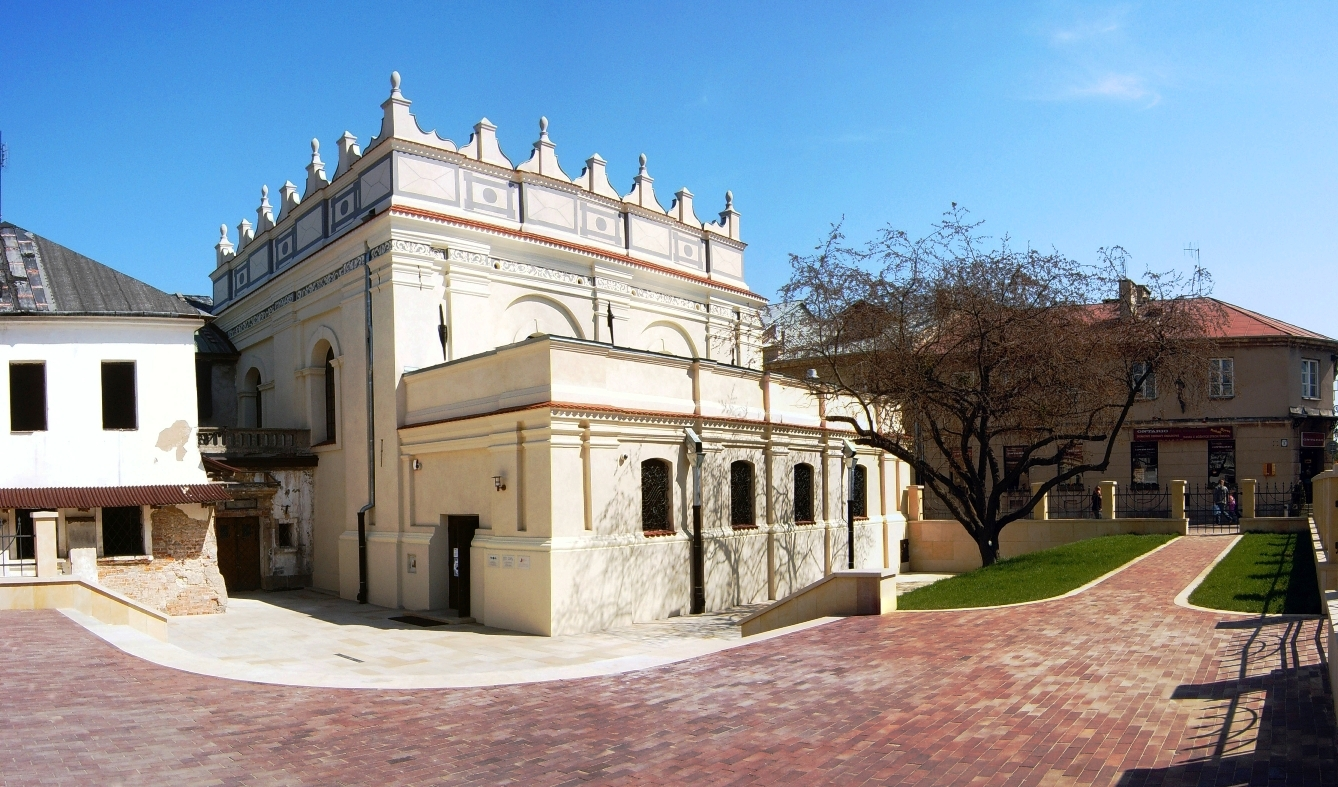
Synagoga w Zamościu

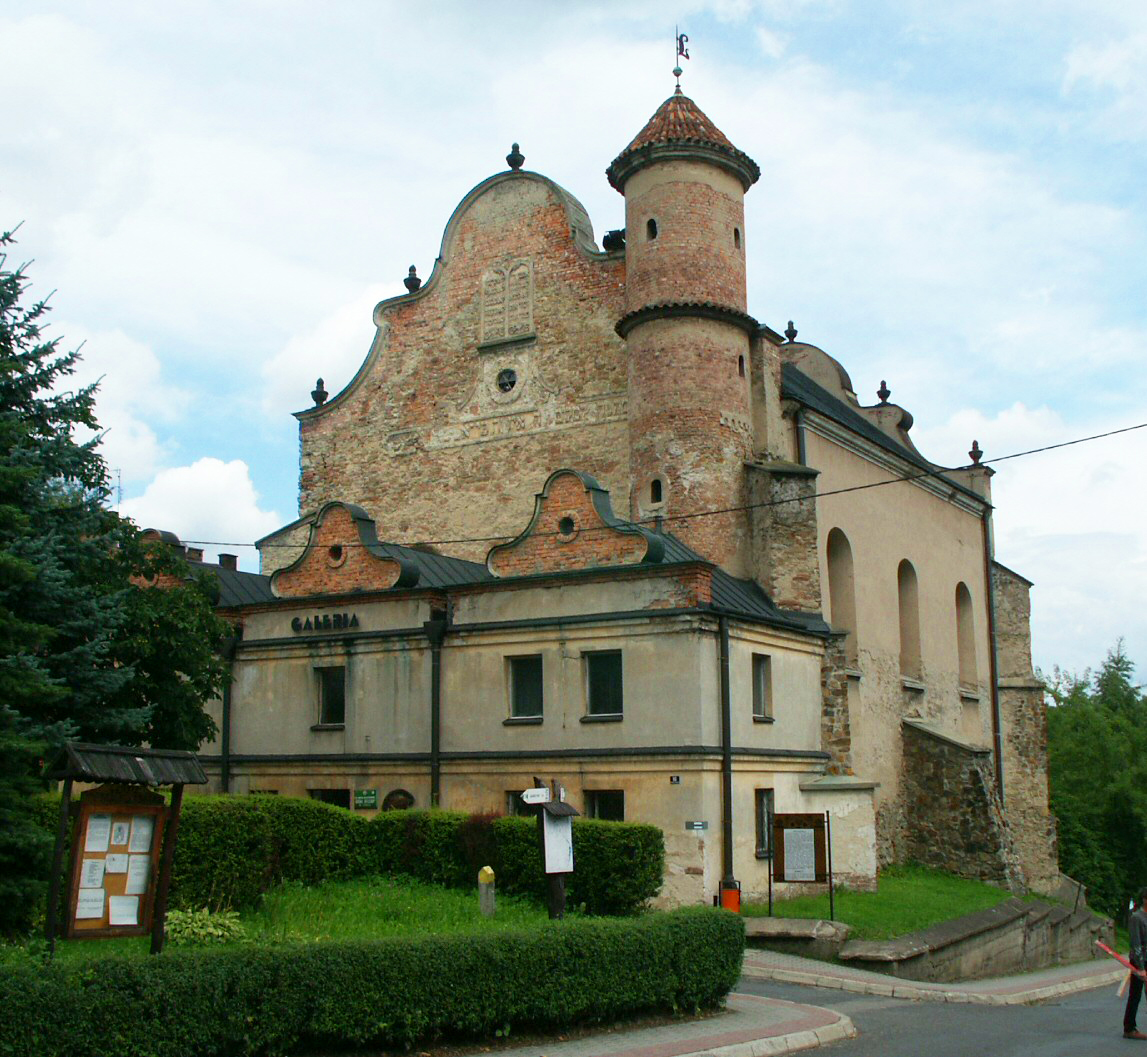
Synagoga w Lesku

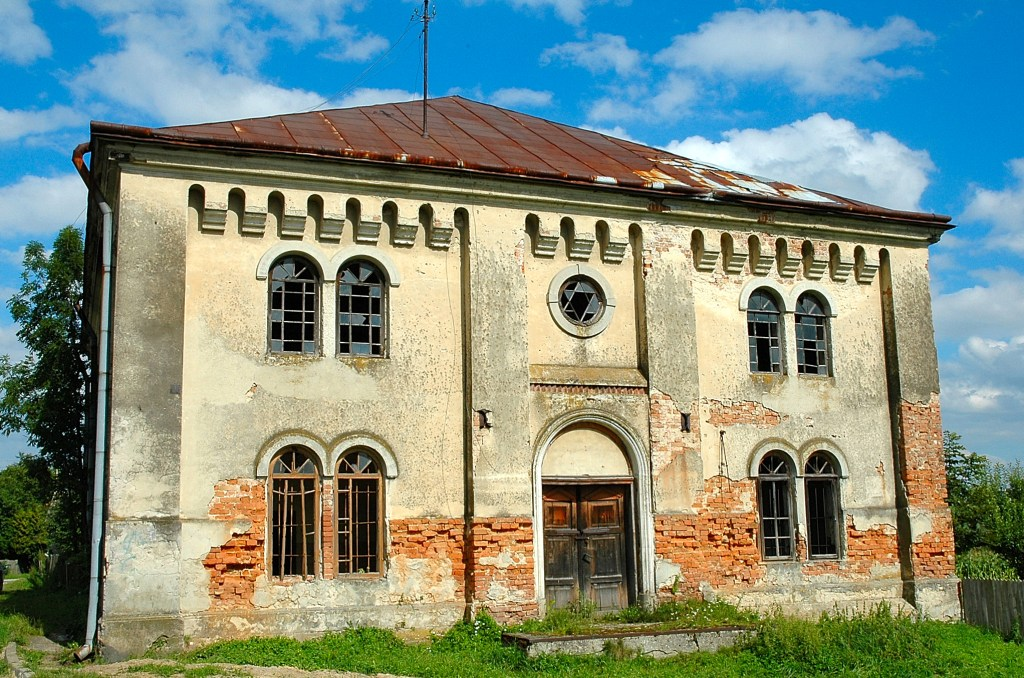
Synagoga w Wielkich Oczach

Szlak Chasydzki to projekt zorganizowany przez Fundację Ochrony Dziedzictwa Żydowskiego, którego celem jest stworzenie międzynarodowego szlaku turystycznego, wykorzystującego dziedzictwo kultury i religii żydowskiej.
Organizacja szlaku rozpoczęta została w roku 2006 i w pierwszym etapie przewidziano nawiązanie współpracy z lokalnymi samorządami na terenie Polski południowo-wschodniej i Ukrainy. W przyszłości przewidziane jest rozszerzenie szlaku na teren Słowacji, Węgier i Rumunii.
Na Szlaku Chasydzkim znalazły się miejscowości z województw lubelskiego i podkarpackiego, a także jedno z Ukrainy i trasa obejmuje miejscowości:
- Dębica
- Ropczyce
- Leżajsk
- Kraśnik
- Włodawa
- Chełm
- Zamość
- Cieszanów
- Wielkie Oczy
- Jarosław
- Dynów
- Przemyśl
- Ustrzyki Dolne
- Lesko
- Sanok
- Rymanów
- Baligród (od czerwca 2007)
- Biłgoraj (od września 2007)
- Lublin (od października 2007)
- Tarnobrzeg (od października 2007)
- Iwano-Frankiwsk (od 20 lutego 2008)
- Łęczna (od 9 lipca 2008)
- Radomyśl Wielki (od 17 września 2008)
- Łańcut (od 25 sierpnia 2009)

Centrum turystyczne szlaku ma znaleźć się w synagodze w Zamościu.
Projekt realizowany jest dzięki wsparciu finansowemu programu PHARE 2003 Unii Europejskiej: Interreg IIIA – „Przygotowanie do Inicjatywy Wspólnotowej INTERREG III ze szczególnym uwzględnieniem granicy wschodniej”.